# Poa abbreviata
Poa abbreviata je vrsta trave iz roda vlasnjača raširena od subarktika do Zapadnog SAD-a. Trajnica je i raste prvenstveno u subalpskom ili subarktičkom biomu: sjevernoeropska Rusija, Ruski daleki istok, Aljaska, Grenland, Kanada, te nanjjužnije u SAD-u po državama Idaho, Kalifornija, Nevada.

## Sinonimi
- Poa abbreviata subsp. jordalii (A.E.Porsild) Hultén; Bot. Notiser 126(4): 468 (1973)
- Poa abbreviata subsp. jordalii (A.E.Porsild) Tzvelev; Novosti Sist. Vyssh. Rast. 11: 30 (1974), isonym
- Poa abbreviata subsp. marshii Soreng; Phytologia 71: 390 (1992)
- Poa abbreviata var. jordalii (A.E.Porsild) B.Boivin; Phytologia 43(1): 106 (1979)
- Poa abbreviata var. jordalii (A.E.Porsild) Prob.; Bot. Zurn (Kiev) 69(2): 259 (1984), isonym
- Poa jordalii A.E.Porsild; Canad. Field-Naturalist 79: 82, f. 1 (1965)